# Grabów (Łęczyca)
Pour les articles homonymes, voir Grabów.
Grabów  (prononciation [ˈɡrabuf]) est un village de la gmina de Grabów, du powiat de Łęczyca, dans la voïvodie de Łódź, situé dans le centre de la Pologne.
Le village est le siège administratif (chef-lieu) de la gmina rurale appelée gmina de Grabów .
Il se situe à environ 16 kilomètres au nord-ouest de Łęczyca (siège du powiat) et 50 kilomètres au nord-ouest de Łódź (capitale de la voïvodie).
Sa population s'élevait approximativement à 1 300 habitants en 2005.

## Administration
De 1975 à 1998, le village était attaché administrativement à l'ancienne voïvodie de Konin.

Depuis 1999, il fait partie de la nouvelle voïvodie de Łódź.